# Escándalo nocturno
 Escándalo nocturno  es una película en blanco y negro de Argentina dirigida por Juan Carlos Thorry sobre el guion de Julio Porter según la obra teatral de Alexander Lernet Holenia y Hans Adler que se estrenó el 22 de mayo de 1951 y que tuvo como protagonistas a Juan Carlos Thorry, Elina Colomer, José Cibrián y Alita Román. La coreografía de la película pertenece a Ángel Eleta.

## Sinopsis
A un hombre se le frustra su cita de amor cuando encuentra en su departamento a un amigo recién casado.

## Reparto
- Juan Carlos Thorry
- Elina Colomer
- José Cibrián
- Alita Román
- Marga Landova
- Roberto Blanco
- Elena Palaven
- Inés Moreno
- Alfredo Santa Cruz
- Rafael Diserio
- Jorge Almada
- Celia Geraldy
- Bordignón Olarra
- Santiago Rebull
- Leónidas Brandi
- Eduardo de Labar
- Nicolás Taricano
- Alba Solís
- Julio Renato
- Atilio Gutiérrez

## Comentarios
El Heraldo del Cinematografista dijo :

”Falla como entretenimiento, por falta de gracia y del volátil tono sofisticado que debe ser característico de estas comedias.”

Manrupe y Portela escriben:

”Aburrida y para nada rescatable comedia de situaciones forzadas.”